# Équipe cycliste Goldor
Goldor est une équipe cycliste professionnelle belge créée en 1965 et disparue à l'issue de la saison 1973. Elle a chaque année changé de nom.

## Histoire de l'équipe
L'équipe créée en 1973 a changé de nom chaque année : Goldor-Breda en 1965, Goldor-Main d'Or en 1966, Goldor-Gerka en 1967, Goldor-Gerka-Main d'Or en 1968, Goldor-Hertekamp-Gerka en 1969, Goldor-Fryns-Elvé en 1970, Goldor en 1971, Goldor-IJsboerke en 1972 et Goldor-Hercka en 1973. Elle disparaît à l'issue de la saison 1973 et c'est l'équipe IJsboerke qui lui succède.